# Multi-Purpose Logistics Module

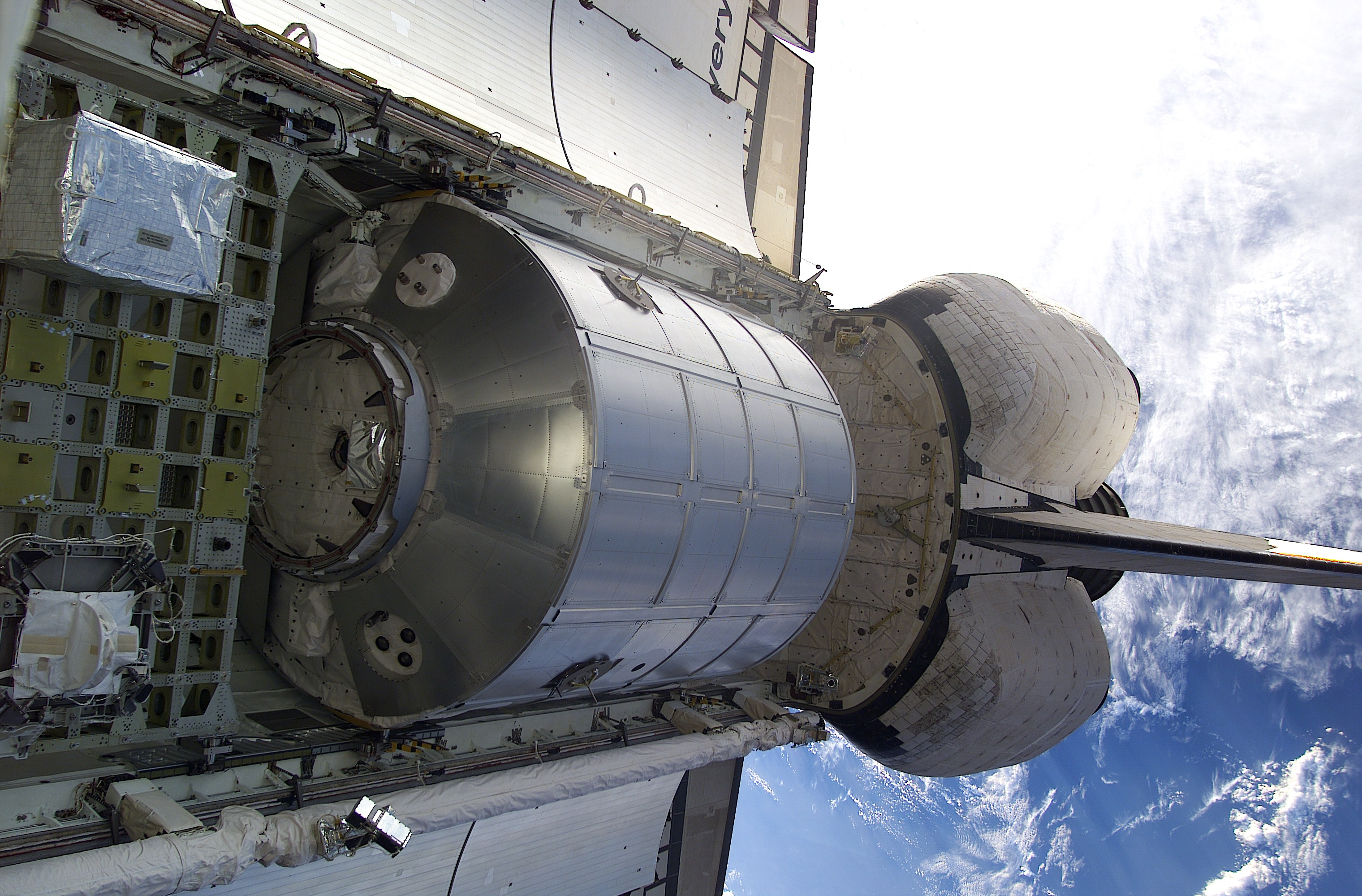
Leonardo Multi-Purpose Logistics Module in der Ladebucht der Discovery während der STS-102 Mission

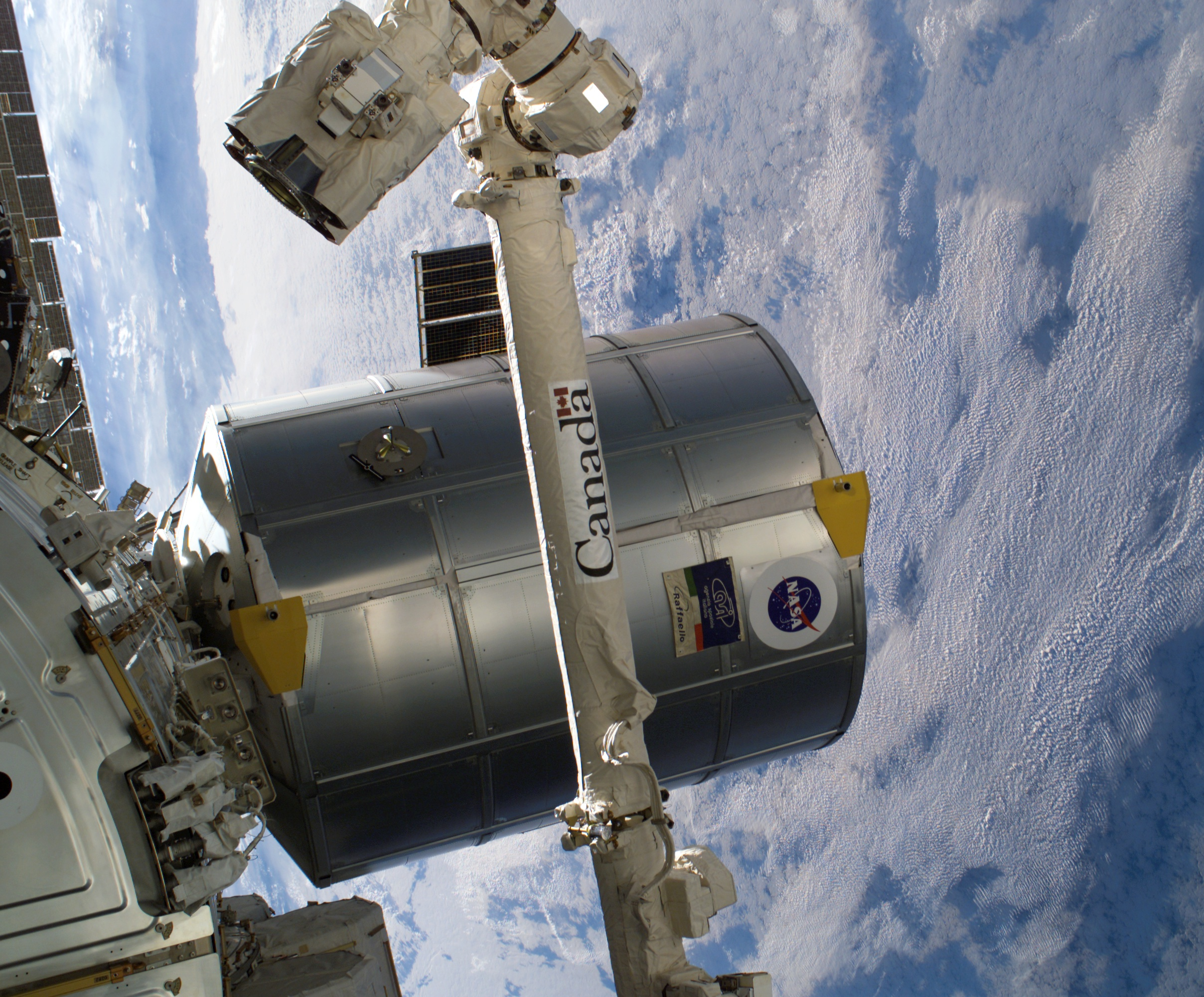
Raffaello Multi-Purpose Logistics Module angedockt an der ISS während STS-114 Mission

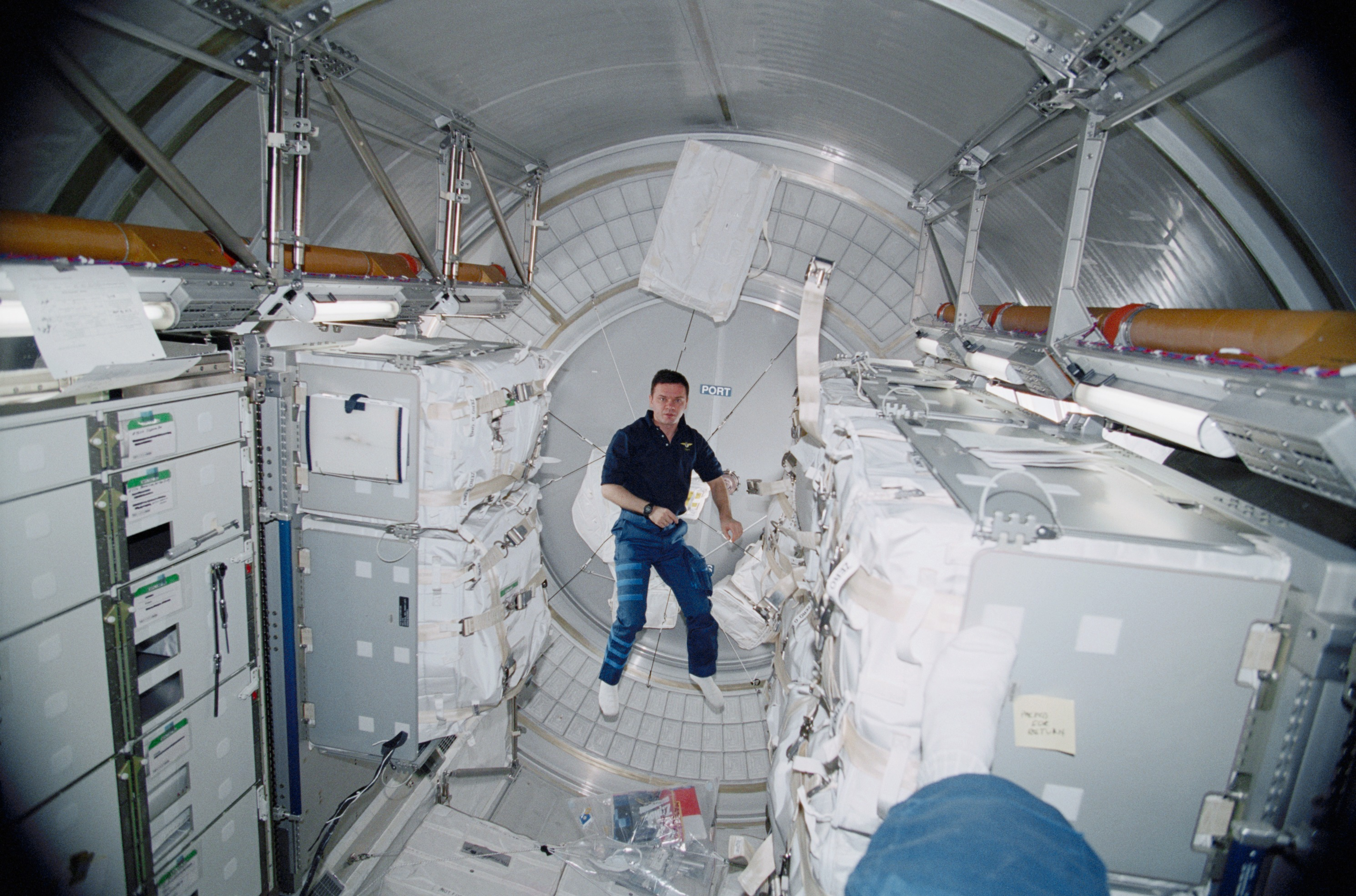
Kosmonaut Juri Gidsenko im Innern des Leonardo-Moduls

Das Multi-Purpose Logistics Module (MPLM; deutsch Mehrzwecklogistikmodul) wurde verwendet, um bei Space-Shuttle-Missionen Frachten zu und von der Internationalen Raumstation (ISS) in einem unter Luftdruck stehenden Raum zu transportieren.
Das Multi-Purpose Logistics Module wurde vom italienischen Technologie- und Rüstungskonzern Leonardo entwickelt und gebaut.

## Funktion
Das Modul wurde während des Transportes mit dem Shuttle in dessen Ladebucht befestigt. Nach dem Andocken an die ISS wurde das MPLM mit Hilfe des Roboterarmes Canadarm2 aus der Ladebucht gehoben und am Unity-Modul angekoppelt. Anschließend wurde die Luke des Moduls geöffnet und die Astronauten erhielten Zugang zum MPLM, um es zu entladen sowie mit den zur Erde zu bringenden Frachten zu beladen. Bevor das Shuttle von der Station ablegte, wurde das Modul wieder in der Ladebucht befestigt und kehrte anschließend zusammen mit der Raumfähre zur Erde zurück.
Der wesentliche Vorteil dieses Verfahrens lag darin, dass Transportgüter, insbesondere die sogenannten International Standard Payload Racks, direkt vom MPLM in den amerikanischen Teil der Station verladen werden konnten. Kopplungsadapter vom APAS-Typ russischer Bauart, die auch zum Andocken des Space Shuttles benutzt werden, haben einen wesentlich geringeren Durchmesser und lassen kein Verladen sperriger Gegenstände zu. Weiterhin ermöglichte der Einsatz des MPLM, nicht mehr benötigte Ausrüstung und beendete Experimente zurück zur Erde zu transportieren. Andere Transportschiffe wie die unbemannten Progress- und ATV-Frachter verglühen beim Wiedereintritt und transportieren daher ausschließlich Müll von der Station ab.
| Raumschiff                  | Progress                    | Space Shuttle mit MPLM                                                 | ATV                         | HTV HTV-X                                     | Dragon 1 Dragon 2                             | Cygnus                                     | Tianzhou                                                                                                  | Dream Chaser  |
| --------------------------- | --------------------------- | ---------------------------------------------------------------------- | --------------------------- | --------------------------------------------- | --------------------------------------------- | ------------------------------------------ | --- | ------------- |
| Startkapazität              | 2,2–2,4 t                   | 9 t                                                                    | 7,7 t                       | 6,0 t 5,8 t                                   | 6,0 t                                         | 2,0 t (2013) 3,5 t (2015) 3,75 t (2019)    | 6,5 t (2017) 6,8 t (2021) 7,4 t (2023)                                                                    | 5,5 t         |
| Landekapazität              | 150 kg (mit VBK-Raduga)     | 9 t                                                                    | –                           | 20 kg (ab HTV-7)                              | 3,0 t                                         | –                                          | – | 1,75 t        |
| Besondere Fähigkeiten       | Reboost, Treibstofftransfer | Transport von ISPR, Transport von Außenlasten, Stationsaufbau, Reboost | Reboost, Treibstofftransfer | Transport von ISPR, Transport von Außenlasten | Transport von ISPR, Transport von Außenlasten | Transport von ISPR, Aussetzen von Cubesats | Treibstofftransfer, Stromversorgung der Raumstation, fest installierte Nutzlasten, Aussetzen von Cubesats |               |
| Träger                      | Sojus                       | STS                                                                    | Ariane 5                    | H-IIB H3                                      | Falcon 9                                      | Antares / Atlas V / Falcon 9               | Langer Marsch 7                                                                                           | Vulcan        |
| Startkosten (grobe Angaben) | 65 Mio. USD                 | 450 Mio. USD                                                           | 600 Mio. USD                | HTV: 300–320 Mio. USD                         | 150/230 Mio. USD (Dragon 1/2)                 | 260/220 Mio. USD (Cygnus 2/3)              | 570 Mio. Yuan                                                                                             |               |
| Hersteller                  | RKK Energija                | Alenia Spazio (MPLM)                                                   | Airbus Defence and Space    | Mitsubishi Electric                           | SpaceX                                        | Orbital Sciences                           | CAST | Sierra Nevada |
| Einsatzzeitraum             | seit 1978                   | 2001–2011                                                              | 2008–2015                   | 2009–2020 ab 2025                             | 2012–2020 seit 2020                           | seit 2014                                  | seit 2017                                                                                                 | ab 2025       |

kursiv = geplant
Die NASA hatte bei der italienischen Raumfahrtagentur ASI drei MPLMs in Auftrag gegeben. Die Module wurden alle bei Alenia Spazio in Turin gefertigt und erhielten die Namen bedeutender Personen der italienischen Geschichte: Leonardo wurde im August 1998 an die NASA ausgeliefert und nach Leonardo da Vinci benannt. Raffaello folgte ein Jahr später; sein Namensgeber ist der bekannte Maler Raffaello Sanzio. Donatello, das dritte Modul, wurde im Februar 2001 an das Kennedy Space Center ausgeliefert und zu Ehren des Bildhauers Donato di Niccolò di Betto Bardi getauft.
Donatello verfügt als einziges MPLM über die erforderliche Ausstattung zur Durchführung von sogenannten „Aktiv“-Missionen, bei denen die Nutzlast im MPLM vom Orbiter mit Strom versorgt werden konnte. Donatello kam jedoch nie zum Einsatz.

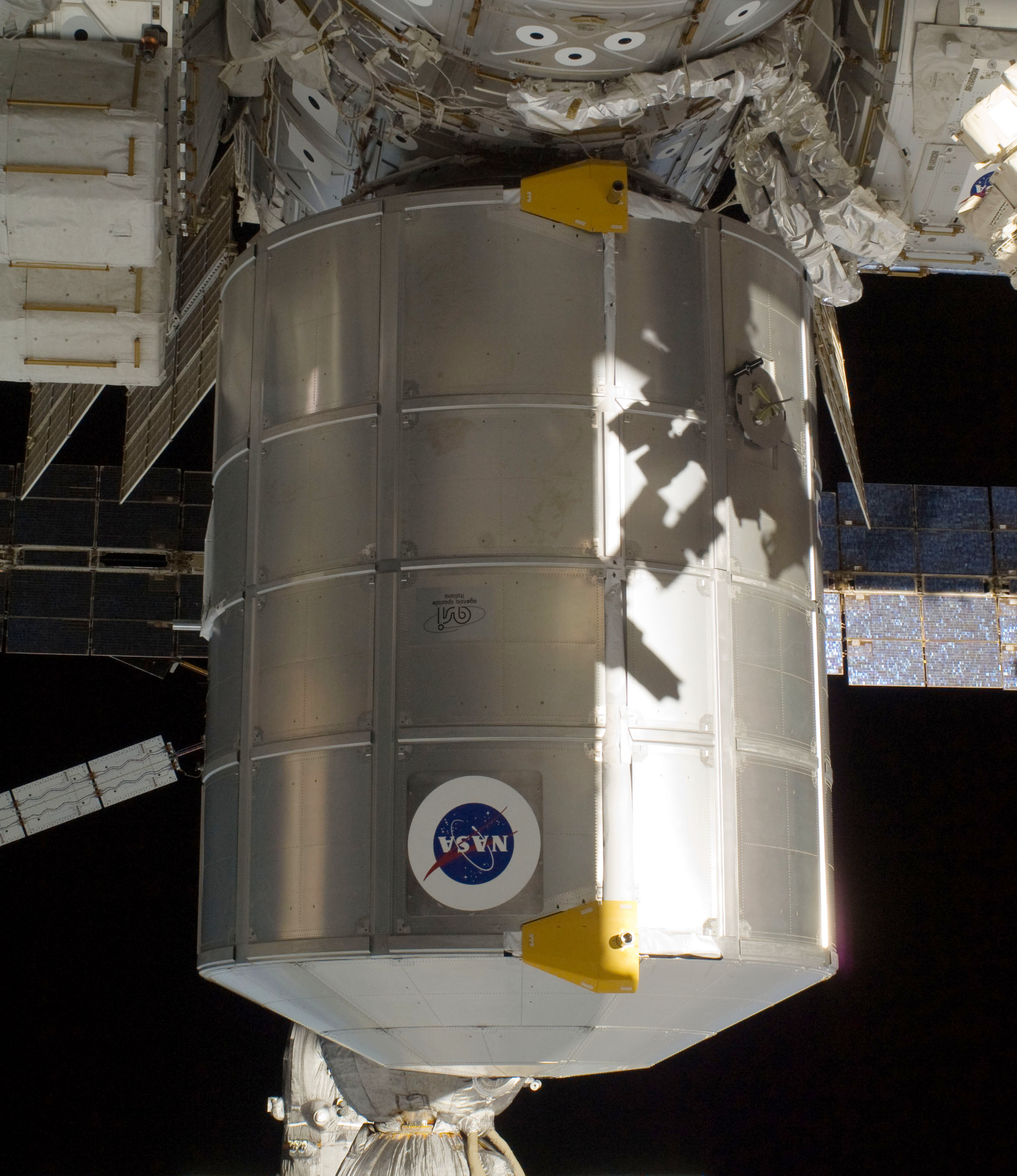
Permanent Multipurpose Module

## Permanent Multipurpose Module (PMM)
In Zusammenarbeit mit der italienischen Raumfahrtagentur modifizierte die NASA das MPLM Leonardo. Für den permanenten Verbleib an der ISS mussten die Schilde gegen Weltraummüll und Mikrometeoriten verstärkt werden. Außerdem wurden nicht mehr benötigte Komponenten aus dem Modul entfernt, um mehr Fracht transportieren zu können. Am 24. Februar 2011 wurde das PMM von der Raumfähre Discovery zur ISS transportiert und dort montiert. Dort dient das Modul seither als Arbeits-, Wohn- und Stauraum für die Astronauten.
Am 27. Mai 2015 wurde das PMM mittels Manipulatorarm vom Nadir-Stutzen des Moduls Unity zum Bug-Stutzen des Moduls Tranquility verlegt. Damit wurde das Nadir-Kopplungsaggregat an Unity frei für unbemannte Transportraumschiffe.

## MPLM-Spezifikation
- Länge: 6,4 Meter
- Durchmesser: 4,6 Meter
- Rauminhalt: 31 Kubikmeter
- Masse ohne Ladung: 4,1 Tonnen
- Masse mit maximaler Zuladung: 13,2 Tonnen

(Jedes MPLM war für maximal 25 Einsätze innerhalb von 10 Jahren ausgelegt)

## Liste der Shuttle-Starts mit MPLM
| Startdatum        | Mission | Shuttle   | MPLM                                         |
| ----------------- | ------- | --------- | -------------------------------------------- |
| 8. März 2001      | STS-102 | Discovery | Leonardo                                     |
| 19. April 2001    | STS-100 | Endeavour | Raffaello                                    |
| 10. August 2001   | STS-105 | Discovery | Leonardo                                     |
| 5. Dezember 2001  | STS-108 | Endeavour | Raffaello                                    |
| 5. Juni 2002      | STS-111 | Endeavour | Leonardo                                     |
| 26. Juli 2005     | STS-114 | Discovery | Raffaello                                    |
| 4. Juli 2006      | STS-121 | Discovery | Leonardo                                     |
| 15. November 2008 | STS-126 | Endeavour | Leonardo                                     |
| 29. August 2009   | STS-128 | Discovery | Leonardo                                     |
| 5. April 2010     | STS-131 | Discovery | Leonardo                                     |
| 24. Februar 2011  | STS-133 | Discovery | Leonardo (modifiziert, verblieb bei der ISS) |
| 8. Juli 2011      | STS-135 | Atlantis  | Raffaello                                    |